# Dusty Dvorak
Douglas Scott Dvorak, detto Dusty (San Diego, 29 luglio 1958), è un ex pallavolista ed ex giocatore di beach volley statunitense, di ruolo palleggiatore.

## Palmarès

### Club
- NCAA Division I: 2

1977, 1980
- Coppa delle Coppe: 2

1987-88, 1988-89
- Campionato mondiale per club: 1

1990
- Supercoppa europea: 1

1989

### Nazionale
- Giochi panamericani 1984

### Individuale
- 1977 - NCAA Division I: All-Tournament Team
- 1979 - USA Volleyball Open National Championship: MVP
- 1980 - NCAA Division I: MVP
- 1985 - Coppa del Mondo: Miglior palleggiatore